# Planet Earth (TV-serie)
Planet Earth är en naturdokumentärserie producerad av brittiska BBC från 2006. Serien är producerad av Alastair Fothergill (som även ligger bakom den uppskattade The Blue Planet som även visades som en dokumentärfilm Deep Blue). Planet Earth började sändas i Storbritannien 5 mars 2006. Berättarröst i det brittiska originalet är Sir David Attenborough, i den amerikanska versionen Sigourney Weaver och i den svenska Henrik Ekman. Serien är en samproduktion mellan BBC, Discovery Channel, NHK/Japan och kanadensiska CBC, och beskrevs av skaparna som "the definitive look at the diversity of our planet" ("den ultimata porträtteringen av vår planets mångfald").
Serien är i sin helhet filmad med high definition-teknik, vilket borgar för hög bildkvalitet. 40 kamerateam har filmat material under fem års tid.
En uppföljare till serien släpptes 2016 vid namn Planet Earth 2.